# Campionati mondiali di pentathlon moderno 1967
I campionati mondiali di pentathlon moderno 1967 si sono svolti a Jönköping, in Svezia. Si sono disputate le gare maschili individuali ed a squadre.

## Risultati

### Maschili
| Evento      | Oro                                             | Argento                                                | Bronzo                                                            |
| Individuale | András Balczó                                   | Stasys Šaparnis                                        | Björn Ferm                                                        |
| A squadre   | Ungheria András Balczó Ferenc Török István Móna | Svezia Björn Ferm Hans Jacobson Hans-Gunnar Liljenwall | Unione Sovietica Borys Onyščenko Stasys Šaparnis Eduard Sdobnikov |

## Medagliere
| Posizione | Paese            |   |   |   | Totale |
| --------- | ---------------- | - | - | - | ------ |
| 1         | Ungheria         | 2 | 0 | 0 | 2      |
| 2         | Unione Sovietica | 0 | 1 | 1 | 2      |
| 2         | Svezia           | 0 | 1 | 1 | 2      |
| Totale    | Totale           | 2 | 2 | 2 | 6      |